# Tim Tscharnke
Tim Tscharnke (Weißenfels, 13 december 1989) is een Duitse langlaufer die bij de Olympische Winterspelen 2010 samen met Axel Teichmann de zilveren medaille won op het onderdeel teamsprint.
Tscharnke maakte op 14 februari 2009 zijn debuut in de wereldbeker. Hij werd 54e in zijn eerste wedstrijd over 15 kilometer klassieke stijl.
Een seizoen later deed hij voor het eerst echt van zich spreken door bij de sprintwedstrijd in Rybinsk negende te worden en samen met Josef Wenzl derde te worden in de teamsprintwedstrijd. Tscharnke behaalde deze resultaten minder dan een maand voor de start van de Olympische Winterspelen en werd door de Duitse bondscoach Jochen Behle dan ook meegenomen naar Vancouver.
Tscharnkes eerste optreden bij de sprintwedstrijd in klassieke stijl liep niet goed: hij werd in de kwalificatie pas 33e en was zo meteen uitgeschakeld. Zijn Olympisch debuut leek er meteen op te zitten, maar door de afzegging van Tobias Angerer voor de teamsprintwedstrijd kreeg Tscharnke een tweede kans. Aan de zijde van zijn ervaren trainingsgenoot Axel Teichmann werd hij ingezet in de teamsprint. Met een furieuze demarrage bergop slaagde Tscharnke er in voor de laatste aflossing een gat van twintig meter te slaan op de teams uit Rusland en Noorwegen; hij bracht Teichmann zo in een uitstekende positie. Teichmann verdedigde die voorsprong ook lange tijd, maar moest in de laatste honderden meters uiteindelijk de Noor Petter Northug nog laten voorgaan. Teichmann en Tscharnke veroverden zilver.

## Belangrijkste resultaten

### Wereldkampioenschappen junioren
| Jaar | Plaats                        | Resultaten                                                                   |
| ---- | ----------------------------- | ---------------------------------------------------------------------------- |
| 2007 | Tarvisio Italië               | 26e 20 km achtervolging                                                      |
| 2008 | Malles/Val Venosta Italië     | 10 km klassieke stijl · 8e 20 km vrije stijl (massastart) · 4x5 km estafette |
| 2009 | Praz de Lys Sommand Frankrijk | 4e 20 km achtervolging · 7e 10 km vrije stijl · 4x5 km estafette             |

### Olympische Winterspelen
| Jaar | Plaats           | Resultaten                                          |
| ---- | ---------------- | --------------------------------------------------- |
| 2010 | Vancouver Canada | 33e sprint klassieke stijl · teamsprint vrije stijl |